# Замогильний Даміан
Хорхе Даміан Замогильний ( ісп. Jorge Damián Zamogilny ; 5 січня 1980 Буенос-Айрес) - аргентинський футболіст українського походження, півзахисник.

## Біографія
Його прадід у 1940 році переїхав з Києва до Аргентини, де його син одружився з аргентинкою. У 1955 році у подружжя народився батько Даміана Замогильного  .
Даміан Замогильний розпочав свою кар'єру у молодіжному складі клубу «Індепендьенті» у 1999 році. 2000 року Замогильний став гравцем основи клубу, але провів поганий сезон і був виставлений на трансфер. Його агент знайшов гравцю місце у клубі « Леон », де Замогильний тренувався близько місяця, але команда вирішила не укладати контракт із гравцем. Замогильному довелося піти до клубу другого мексиканського дивізіону «Керетаро», а потім Замогильний перейшов до аматорського клубу «Реал де ла Плата».
Під час товариського матчу за "Реал" з «Пуеблою», Замогильний був помічений керівництвом «Пуебли» і підписав з клубом контракт у 2006 році, дебют же в основі відбувся у листопаді. Замогильний став гравцем основного складу клубу, якому допоміг вийти з другого мексиканського дивізіону до першого. У сезоні 2007 року саме гра Замогильного допомогла «Пуебле» утриматися в мексиканській Прімері, він став лідером клубу, за що наприкінці сезону отримав Золотий м'яч найкращого гравця оборонного плану в Мексиці. Влітку 2008 року Замогильний за 3 мільйони доларів перейшов до клубу « Текос УАГ ».